# Albéric de Clermont
Albéric (1222-1284) est de 1234 à 1252 comte de Clermont.
Il est le fils du comte Philippe Hurepel de Clermont et donc le petit-fils du roi Philippe II Auguste.
En 1252, il abandonne toutes ses possessions à sa sœur Jeanne pour s'installer en Angleterre.
Celle-ci décèdera au cours de cette même année, le comté revint donc à Louis IX qui le confia à son fils Robert de Clermont.

## Filiation
- Philippe II Auguste 
  - Louis VIII le Lion 
    - Louis IX 

  - Philippe Hurepel de Clermont
    - Albéric de Clermont